# Blanka Šrůmová
Blanka Šrůmová (* 24. srpna 1965 Praha) je česká zpěvačka-skladatelka, textařka a hráčka na klávesové nástroje a kytaru.

## Osobní život a hudební kariéra
Vystudovala Střední pedagogickou školu a paralelně také zpěv u profesora Josefa Rybičky a klavír na Lidové konzervatoři, interpretaci u Laďky Kozderkové. Poté pokračovala ve studiu andragogiky na Filozofické fakultě Univerzity Karlovy, kterou vzhledem k časovému vytížení ve skupině Tichá dohoda již nedokončila.
Má dvě sestry a syna Kristiana. Od roku 2014 udržuje partnerský, později od roku 2021 manželský vztah s hudebníkem Janem Saharou Hedlem, s nímž v září 2015 založila skupinu Něžná noc.

### Hudební činnost
V letech 1986–1988 zpívala a hrála na klávesy ve skupině Balet. Známou se stala v 90. letech především jako zpěvačka kytarové indie popové skupiny Tichá dohoda, ve které působila jako frontmenka od 1988–2014 spolu s manželem Danem Šustrem, v letech 1992–93 byla vzhledem k popularitě kapely nominována na cenu Gramy (později Anděl) v kategorii zpěvačku roku.
Tři roky také působila ve folkové kapele Kamelot, s níž natočila jako host dvě alba, 19 ztracených písní Wabiho Ryvoly (2010) a Proti proudu (2012).
Natočila celkem 13 studiových alb a podílela se na mnoha dalších projektech.

## Diskografie

### Blanka Šrůmová
- Blanka and The Shroom Party - Psychoerotic Cabaret (Aion 1997)
- Neviditelná (Sony Music 2000),
- Underground (Saturn 2005)
- Divokej Praha-západ (EP Warner Music 2014)

### Balet
- Někdo bude Tě mít rád (Supraphon 1988)

### Tichá dohoda
- Chci přežít (Arta 1990, reedice Monitor/EMI 1995),
- Má duše se vznáší, EP (Bonton 1991)
- Underpop (Bonton 1992),
- UnplugGag (Monitor 1993),
- Tulák po hvězdách, EP (Monitor/EMI 1994),
- Droga v kůži, SP (Monitor/EMI 1994)
- „untitled“ (Monitor/EMI 1994),
- Kde spí andělé/Heroin, EP (Monitor/EMI 1995)
- La Décadance (Monitor/EMI 1995),
- Fucktography, CD-ROM (Studio DADA 1995)
- Live in Lucerna Music Bar (Illegal records 1997)
- Válcovna vkusu s.r.o (Sony Music 1998),
- Největší hity (Sony Music 1999)
- 25 let – Největší hity live! (Pop Dissident Records 2012)

### Kamelot
- 19 ztracených písní Wabiho Ryvoly (EMI 2010)
- Proti proudu (Warner Music 2012).

### Něžná noc
- Neměj strach (2016)
- Tak se věci mají (2018)
- Hrajem si, hrajem (2024)